# Григорьева, Ольга Николаевна
Григорьева Ольга Николаевна (род. 25 апреля 1957 года, Новосибирск) — поэтесса, журналистка, литературовед и фотограф, детская писательница, публицист, исследователь жизни и творчества Анастасии Цветаевой и Павла Васильева.
С 1971 года живёт в Казахстане (с 1977 года — в Павлодаре). Окончила факультет журналистики Алма-Атинского Государственного университета им. С. М. Кирова (Алма-Ата). Долгое время работала в областной газете «Звезда Прииртышья». Член Союза журналистов Казахстана. Член Союза писателей Казахстана. Член Союза российских писателей.
Является одним из основателей, хранителем музея Анастасии Ивановны Цветаевой в Павлодаре.

## Творчество
Стихи и очерки О. Григорьевой печатались в журналах «Студенческий меридиан» (Москва), «Миша» (Москва), «Складчина» (Омск), «Омская муза» (Омск), «Нива» (Астана), «Простор» (Алматы), альманахе «Южная звезда» (Ростов-на Дону), в сборнике материалов Международного Конгресса «Русская словесность в мировом культурном контексте» (Москва, Фонд Достоевского, 2004), других научных сборниках.
Стихотворения О. Григорьевой вошли в первый том 7-томной антологии «Современное русское зарубежье» (Москва, 2005).
На сцене Восточно-Казахстанского театра драмы (Усть-Каменогорск) много лет шёл спектакль «Марина Цветаева» по пьесе Ольги Григорьевой «Дочери царя».
Увлекается фотографией. В апреле 2006 г. в Павлодарском областном художественном музее прошла её выставка «Фотостихи» (100 фотографий и стихов). Эта выставка также экспонировалась в Астане, в Доме культуры и науки при посольстве РФ в Казахстане.
Автор книг для детей: «Данилкин кораблик» (1985), «Прогулка на Иртыш» (1989), «Приключения Бузика» (1991), «Солнечный мячик» (1998), «Солнечный мячик» (2000), «Павлодарская азбука» (2005), «Вежливый ребёнок» (2006), «Омская азбука» (2007), "Загадки" (2008), "Азбука Астаны" (2011), "Здравствуй, Родина моя!" (2015), "Кружечка с секретом" (2019).
Автор поэтических сборников: «Середина сентября» (1993), «Вечный сюжет» (1996), «Одиноко стоящее дерево» (1998), «Дверь» (1999), «Поют мои друзья» (2001), «Из Павлодара с любовью» (2003), «Никогда не оглядывайся» (2005), «Из семи тетрадей» (2007), «Фотостихи» (2007), "Река и речь", "Четыре тебя" (2009), "Больше неба, чем земли", "Встретимся у Марины" (2011), "Летоход" (2012), "Спасибо Тебе" (2013, издание второе, дополненное - 2017), "Лодка Мазая" (2014), "Зимняя птица-синица..." (2016), "Никогданеповторенье" (2017), "Двадцатый" (2020), "Мой любимый Павлодар" (2021), "Сад на закате" (2023).  Автор книг очерков: «Вы — история, не поколение» (2002), «Золотой песок бытия» (2006), "Юноша с серебряной трубой. О Павле Васильеве" (2010), "Зелёная чашка, красные ботинки" (2017), "Цветаевский теплоход" (2018), "Зовут её Ася..." (2018).
Стихи О. Григорьевой переведены на английский, итальянский, болгарский, казахский языки.

## Звания и награды
- Медаль Пушкина (10 февраля 2025 года, Россия) — за вклад в развитие культурно-гуманитарного сотрудничества между Россией и Казахстаном[3].
- Нагрудный знак МИД России «За взаимодействие» (2014)[4]
- 25 августа 2008 года в культурном центре «Дом-музей Марины Цветаевой» г. Москвы состоялось вручение Второй международной литературной премии им. М. И. Цветаевой. Премия вручалась по двум номинациям: современная поэзия и исследования жизни и творчества М. И. Цветаевой. Жюри оценивало 26 поэтических сборников, изданных в 2007—2008 годах. За большой вклад в поэтическое наследие литературная премия им. М. Цветаевой была вручена Григорьевой Ольге Николаевне. Её сборник «Из семи тетрадей» был признан лучшим из представленных на конкурс.
- О. Григорьева стала обладательницей почётного титула «Балалық шақ досы — Друг детства» в номинации «Лучший детский журналист 2007 г.». Награждена почётным знаком «Деятель культуры».